# 푸자리

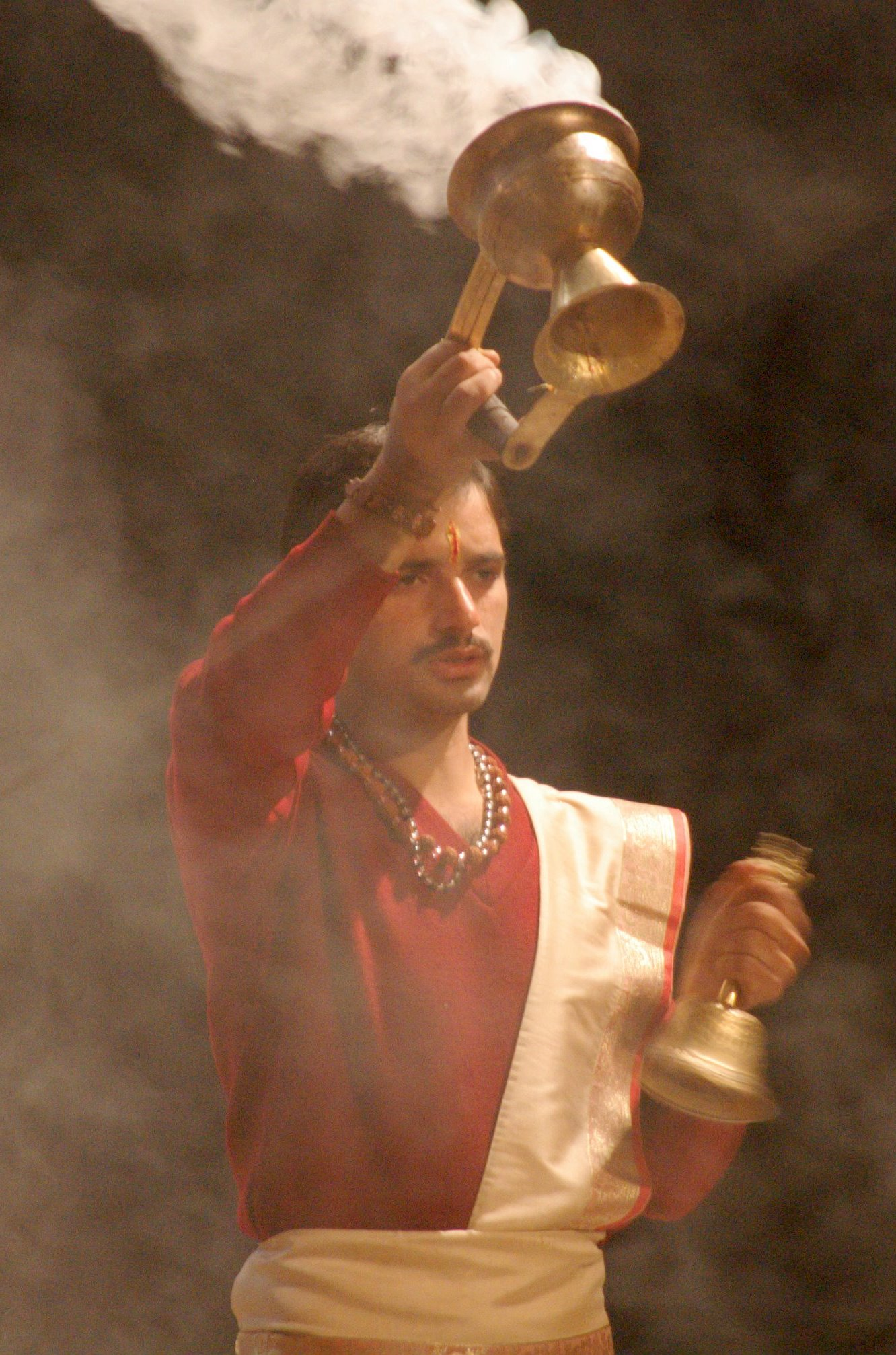
푸자리

푸자리는 힌두교 사원의 사제를 말한다. 산스크리트어이자 힌디어인 푸자에서 온 말로, 푸자는 숭배를 의미한다.